# Абдул Рахман Баба
Абдул Рахман Баба (на английски: Abdul Rahman Baba; роден на 2 юли 1994 г. в Тамале) е ганайски футболист, играе като ляв бек и се състезава за гръцкия ПАОК и Националния отбор по футбол на Гана.

## Клубна кариера

### Гана
Абдул Рахман Баба стартира своята футболна кариера в отбора от Втора ганайска дивизия Дриймс ФК. След добри игри е привлечен под наем в отбора от град Кумаси Асанте Котоко, който се подвизава в елита на ганайското футболно първенство.
Финалист е в надпреварата за „Откритие на годината“ за сезон 2012, но губи от Джошуа Анику.

### Германия
На 12 юни 2012 година преминава в новака в Първа Бундеслига Гройтер Фюрт, въпреки интереса от страна на по-големи клубове. Рахман Баба обяснява своето решение с това, че „тук има най-добри условия за развитие на своята кариера“.
На 11 август 2014 година отбелязва първите си два гола в кариерата си в Гемания в дербито срещу Нюрнберг, а Гройтер Фюрт печели мача с 5 – 1 като домакин.
На 12 август 2014 година подписва договор с елитния Аугсбург.
През сезона 2016/17 Баба играе под наем в немския Шалке 04, като прави първия си мач за „кралскосините“ на 4 август 2015 в контрола срещу Болоня, а първия си гол вкарва в Лига Европа срещу Ница, който носи и победата с 1:0.

### Челси
На 16 август 2015 година Абдул Рахман Баба преминава в шампиона на Англия Челси, подписвайки 5-годишен договор. През сезона 2015/16 той не успява да се утвърди като титулярен играч и през лятото на 2016 преминава под наем за една година в немския Шалке 04.

## Национален отбор
Абдул Баба Рахман изиграва всичките минути за Гана по време на Купа на африканските нации 2015 в Екваториална Гвинея. Записва асистенция за гол след центриране към Андре Аю срещу Южна Африка, който помага на Гана да спечели първото място в Група Ц. На финала срещу Кот д'Ивоар реализира дузпа, но отбора му губи с 9 – 8 след изпълнение на дузпи.